# Hydatina physis
Hydatina physis is een slakkensoort uit de familie Aplustridae. De wetenschappelijke naam werd gepubliceerd in 1758 door Carl Linnaeus in de tiende editie van Systema naturae.